# Ахіральність
Ахіральність (рос. ахиральность, англ. achirality) — властивість молекул суміщатися зі своїм дзеркальним відображенням (на відміну від хіральних). Такі молекули оптично неактивні, хоч можуть проявляти оптичну активність у розчинах хіральних розчинників. Ознакою ахіральності є наявність принаймні одної дзеркально-обертальної осі симетрії Sn.

## Дотичні терміни
- ахіральна молекула — молекула, яка має принаймні одну дзеркально-обертальну вісь симетрії Sn. Це молекула, конфігурації чи конформації якої властива ідентичність з її дзеркальним відбитком. Ідентичність може досягатись суміщеням між собою шляхом виконання тої чи іншої кількості переміщень і/або обертань.
- ахіральний об'єкт — об'єкт, зокрема молекулярний, який може бути суміщений із своїм дзеркальним відбитком шляхом виконання тої чи іншої кількості трансляцій і/або обертань.
- ахіральний хромофор — хромофорна система в молекулах, яка має принаймні одну дзеркальну площину симетрії.